# Circus Roncalli

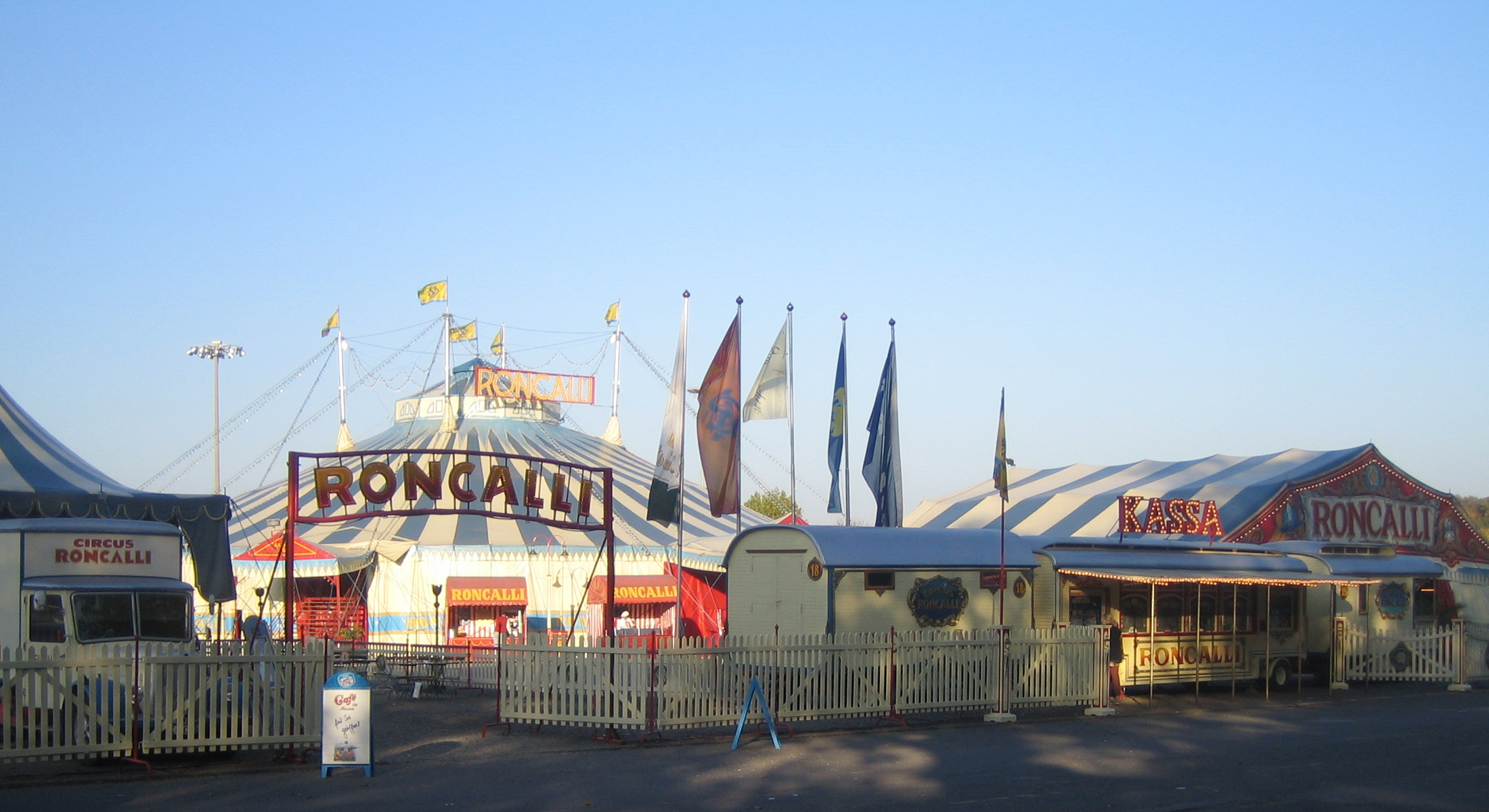
Circus Roncalli (2005)

Der Circus Roncalli (seit 2018 auch Circus-Theater Roncalli) ist ein deutscher Zirkus mit dem Geschäftssitz (GmbH) und Winterquartier in Köln. Die Österreicher Bernhard Paul und André Heller gründeten das Unternehmen 1975 in Wien.

## Geschichte
Am 8. Oktober 1975 traten Heller und Paul erstmals, mit dem Programmtitel „Die größte Poesie des Universums – Zirkus als Gesamtkunstwerk“, im Rahmen des Festivals Steirischer Herbst als „Zirkus Roncalli (Wien)“ auf. Der Name des Zirkus stammt nach Paul von „Sarah Roncalli, Tochter des Mondes“, dem Titel eines Drehbuchs von Landsmann Peter Hajek. Laut Paul soll die lange über dessen Tod hinaus anhaltende Popularität des Papstes Johannes XXIII. mit dem bürgerlichen Namen Angelo Giuseppe Roncalli geholfen haben, den Zirkusnamen bekannt zu machen.
Nach wenigen Wochen stritten sich Heller und Paul über Bühnenbilder und Dompteurnummern. Schließlich verließ Heller das gemeinsame Unternehmen und nahm dabei 42 Artisten mit sich. Paul improvisierte mit Studenten und Ersatz-Artisten. Heller gab das Zirkusprojekt erst nach einem mehrjährigen Rechtsstreit auf und ließ Paul mit mehreren Millionen Schilling Schulden zurück. Laut Paul gab es zu jener Zeit, als es scheinbar „nicht mehr ging“, Menschen, die ihm geholfen haben, diese Zeit zu überstehen.
Die Premiere war zunächst für den 1. April 1976 in Graz angekündigt. Am 18. Mai 1976 begann die erste Tournee mit der Weltpremiere des neuen Zirkus auf der Hofgartenwiese in Bonn und endete abrupt am 16. August 1976 in München (Programmtitel: „Die größte Poesie des Universums“). Nach der ersten Saison trennten sich Paul und Heller im Streit um Konzept und Rechte, der danach über mehrere Jahre lang andauerte.
Ab 1978 bereitete Paul in der ehemaligen Schokoladenfabrik Stollwerck in der Kölner Südstadt den neuen Start des „Circus Roncalli“ vor. Der Schweizer Kabarettist Emil Steinberger, der 1977 neun Monate lang beim Circus Knie aufgetreten war, unterstützte Paul mit einem Darlehen und half ihm bei der Regie. Die Premiere fand am 4. Juni 1980 in Köln statt mit Bernhard Paul als alleinverantwortlichem Zirkusdirektor. Das Bekenntnis zu einem klassischen Zirkus wurde auch nach dem Neubeginn zu einem Markenzeichen von Roncalli. Clown Pic wurde mit seinen legendären Seifenblasen in den 1980er Jahren zum Publikumsliebling und zur Attraktion. Der Zirkus ist seitdem mit zahlreichen Tourneen im In- und Ausland (unter anderem mit dem ersten Auftritt eines bundesdeutschen Zirkus in der UdSSR 1986) erfolgreich unterwegs. Von 2006 bis Ende 2012 war der Clown David Larible bei Roncalli zu sehen.
Seit 2018 verzichtet Roncalli auf Tierdarbietungen. In der Saison 2017 waren letztmals Pferdedressuren als einzige Tiernummer im Programm zu sehen. In dem Wissen, dass Tiere – insbesondere Pferde – eigentlich traditioneller Bestandteil eines klassischen Zirkus sind, firmiert der Roncalli-Tourneebetrieb seitdem unter dem leicht abgewandelten Namen „Circus-Theater Roncalli“.
Bei der im März 2018 gestarteten Tournee „Storyteller“ setzte Paul erstmals an Hologramme erinnernde Visualisierungen ein, um Tierdarbietungen als 3D-Animation zu simulieren. Mit Hilfe von elf Projektoren, die um die Manege herum platziert wurden, konnten die Zuschauer die Tierfiguren dreidimensional erleben. Die Simulationen stießen weitgehend auf Begeisterung.

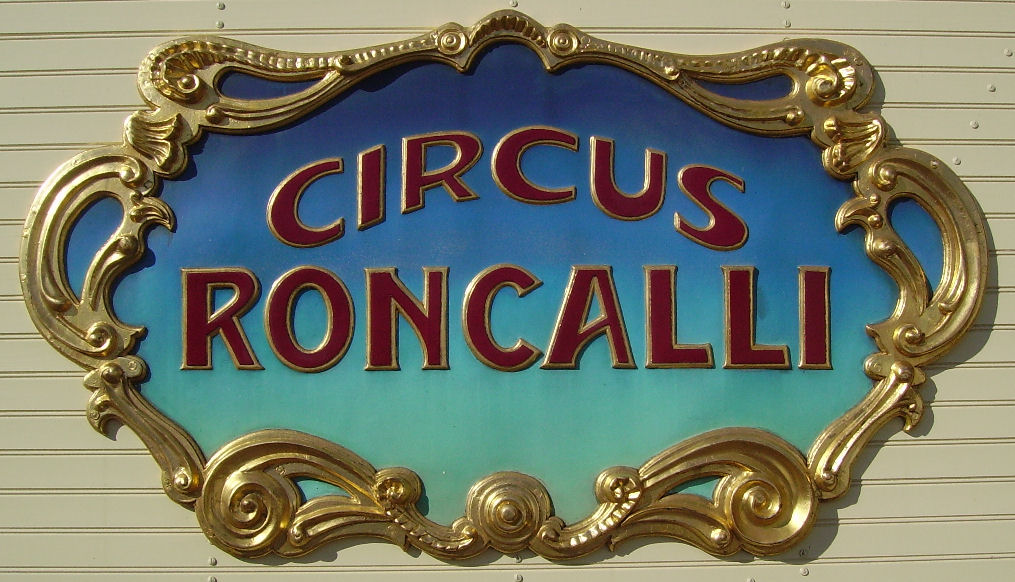
Signet von Circus Roncalli mit Kartusche

In den ersten zwei Jahren der COVID-19-Pandemie nahm der Zirkus ein Darlehen über 2,5 Millionen Euro auf. Das Jahr 2022 war dagegen eines der besten Geschäftsjahre des Zirkus. 

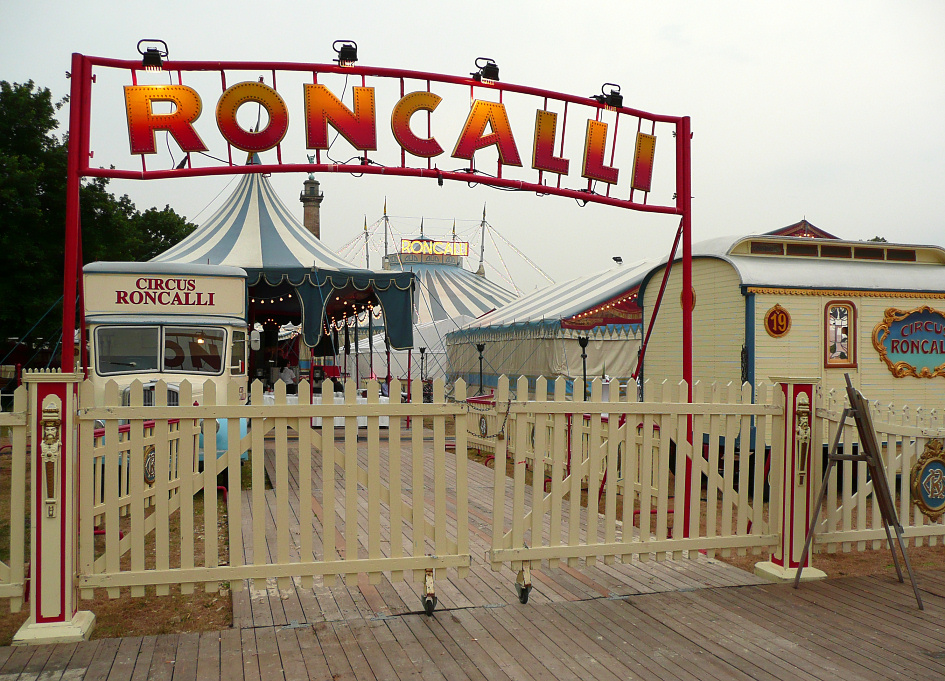
Eingangstor
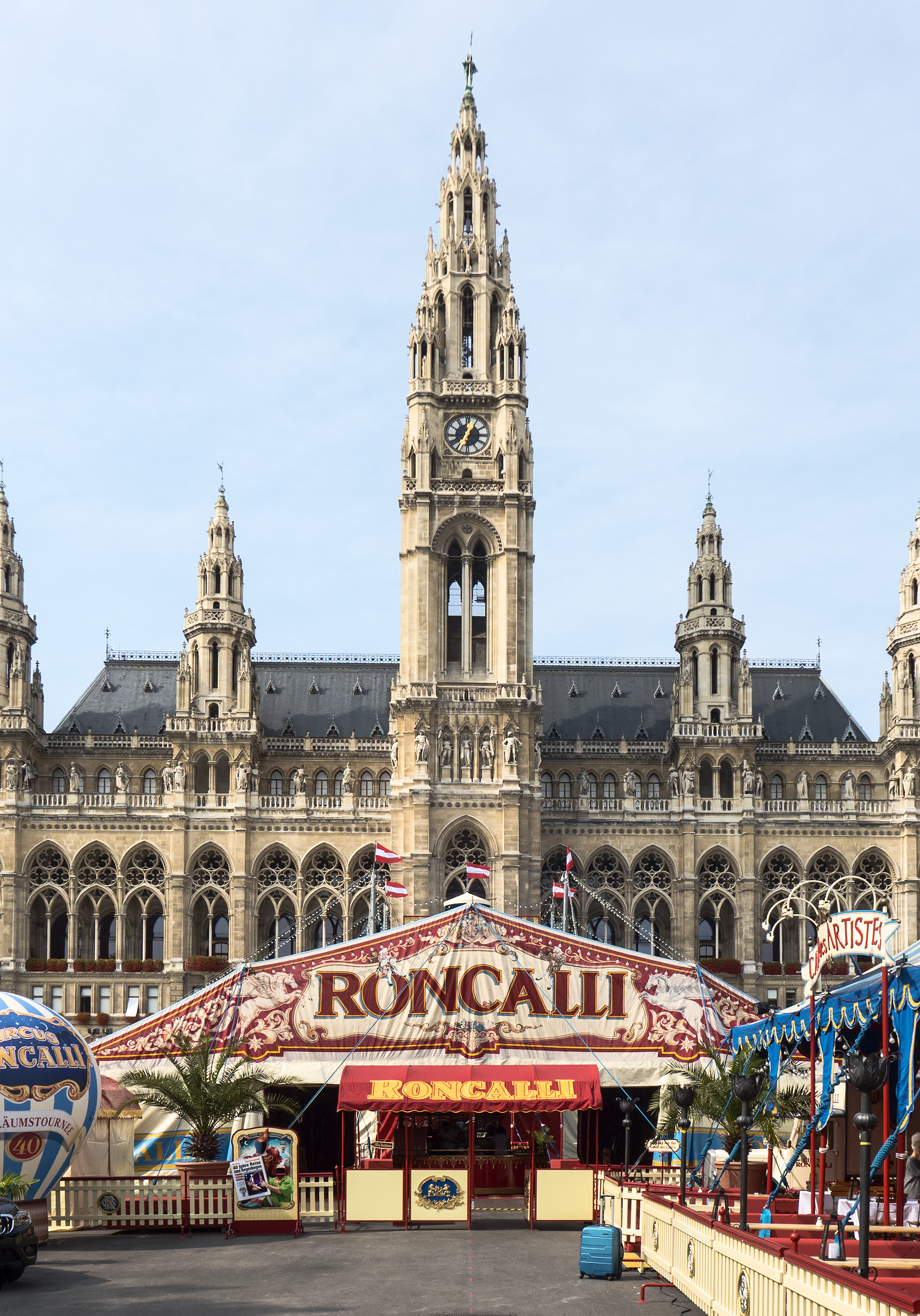
Circus Roncalli auf dem Wiener Rathausplatz  (2016)
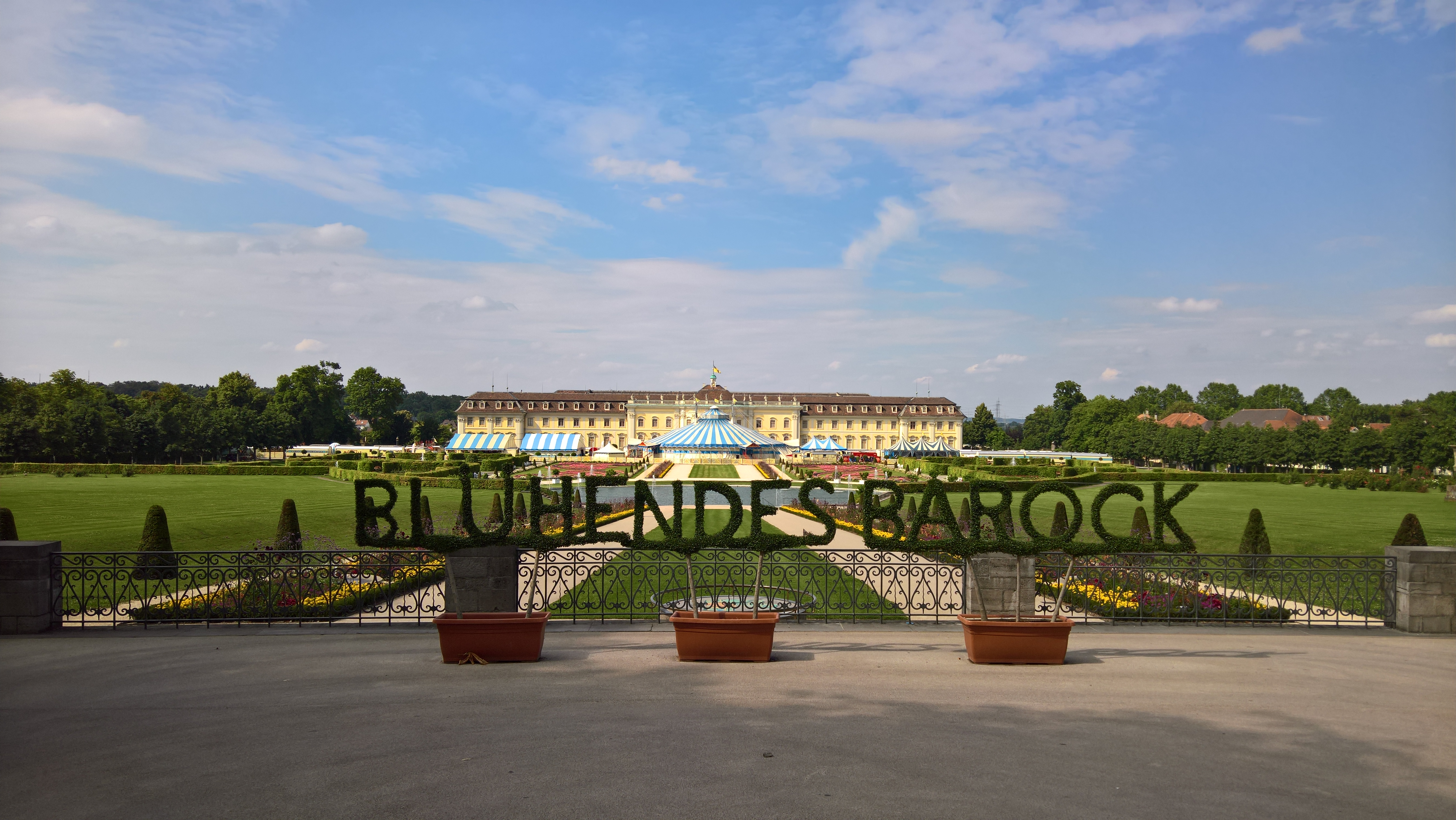
Circus Roncalli vor dem Residenzschloss Ludwigsburg (2016)
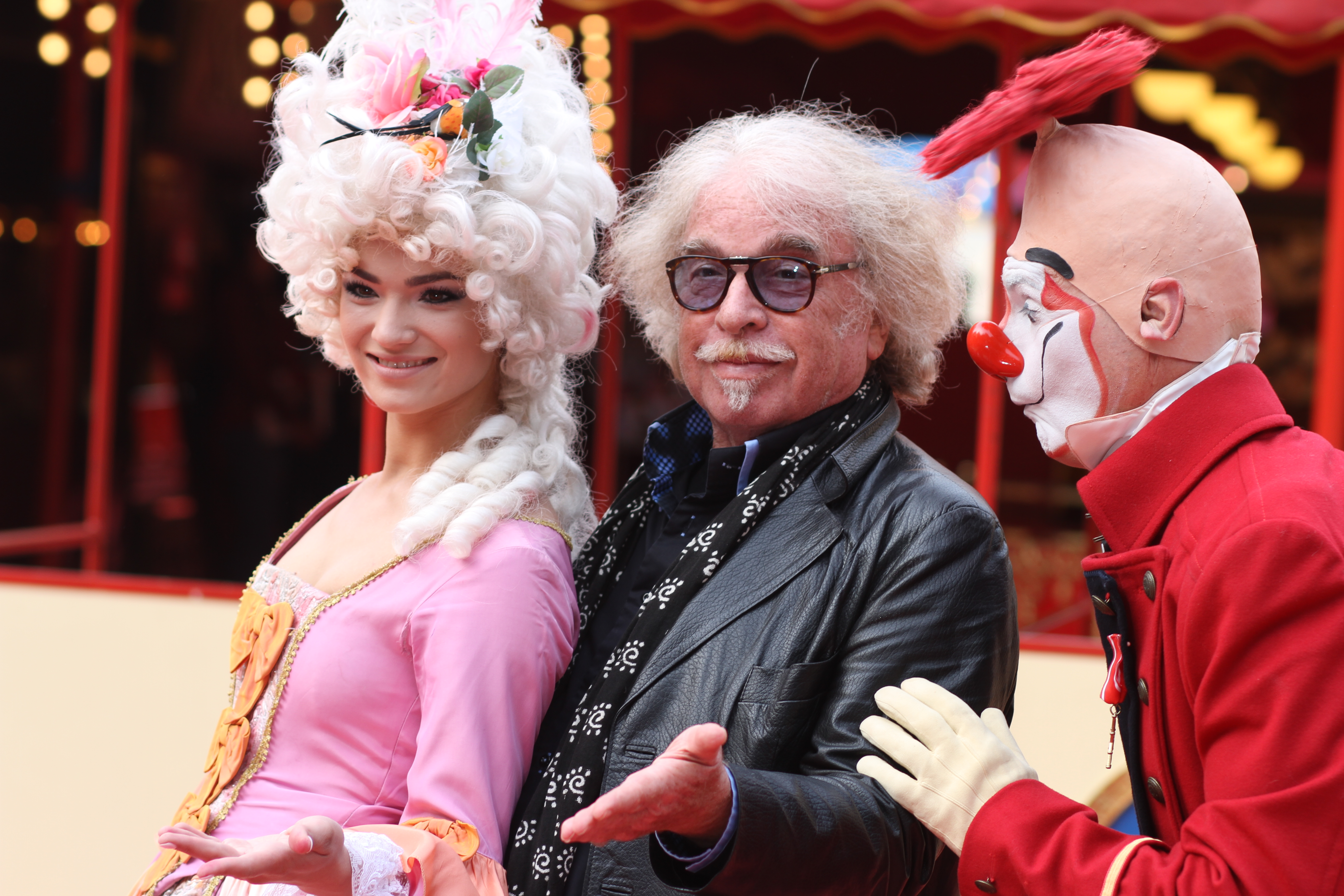
Circus Roncalli in Hamburg (2017), in der Mitte Bernhard Paul

2023 gastierte Roncalli erstmals in New York City und hatte dort vom 11. November bis Anfang Januar 2024 ein Gastspiel unter dem Titel  Journey to the Rainbow vor dem Lincoln Center.

## Showprogramme

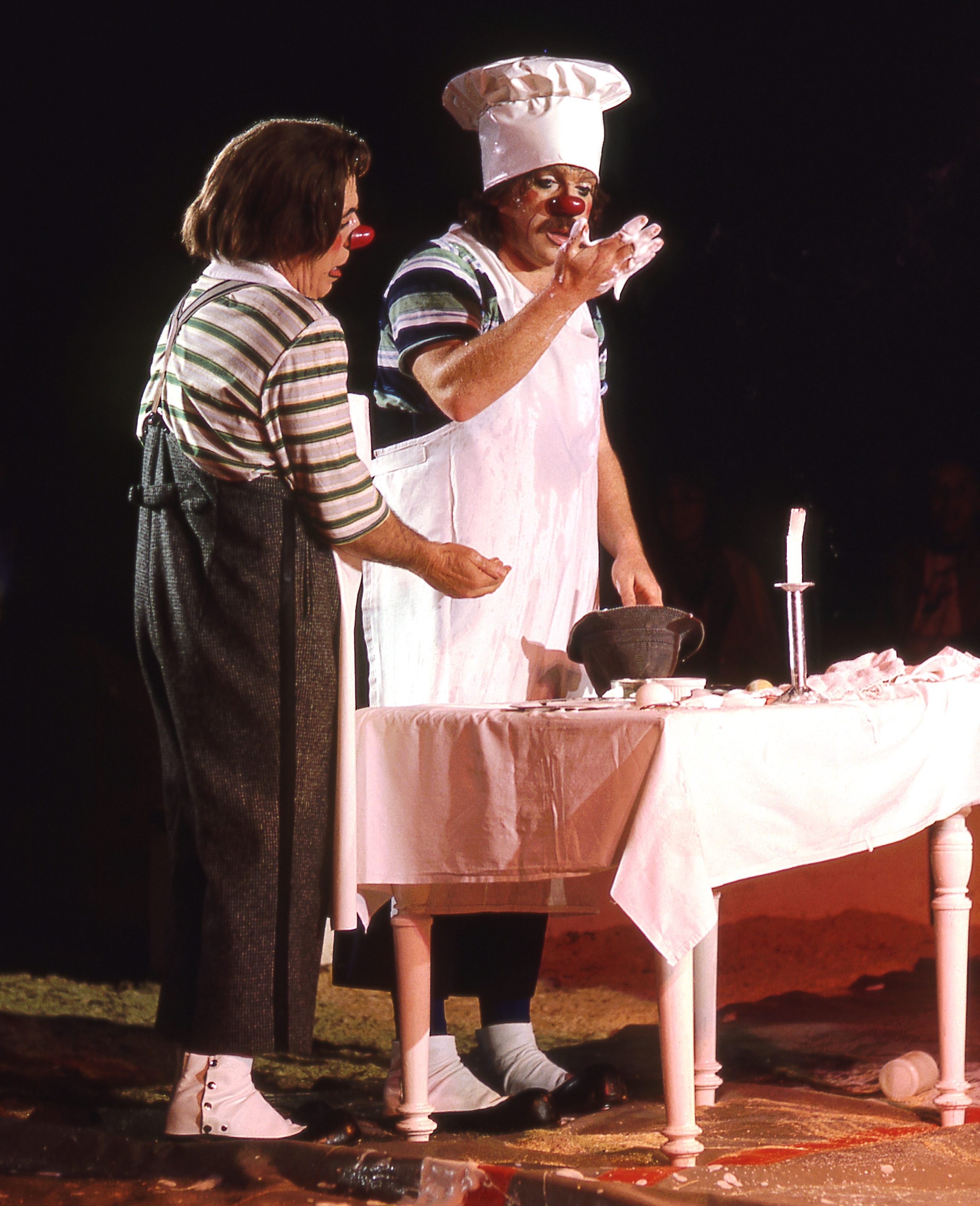
Bernhard Paul als „Zippo“ (rechts) bei einer Vorstellung 1984 (links: Angelo Munoz)

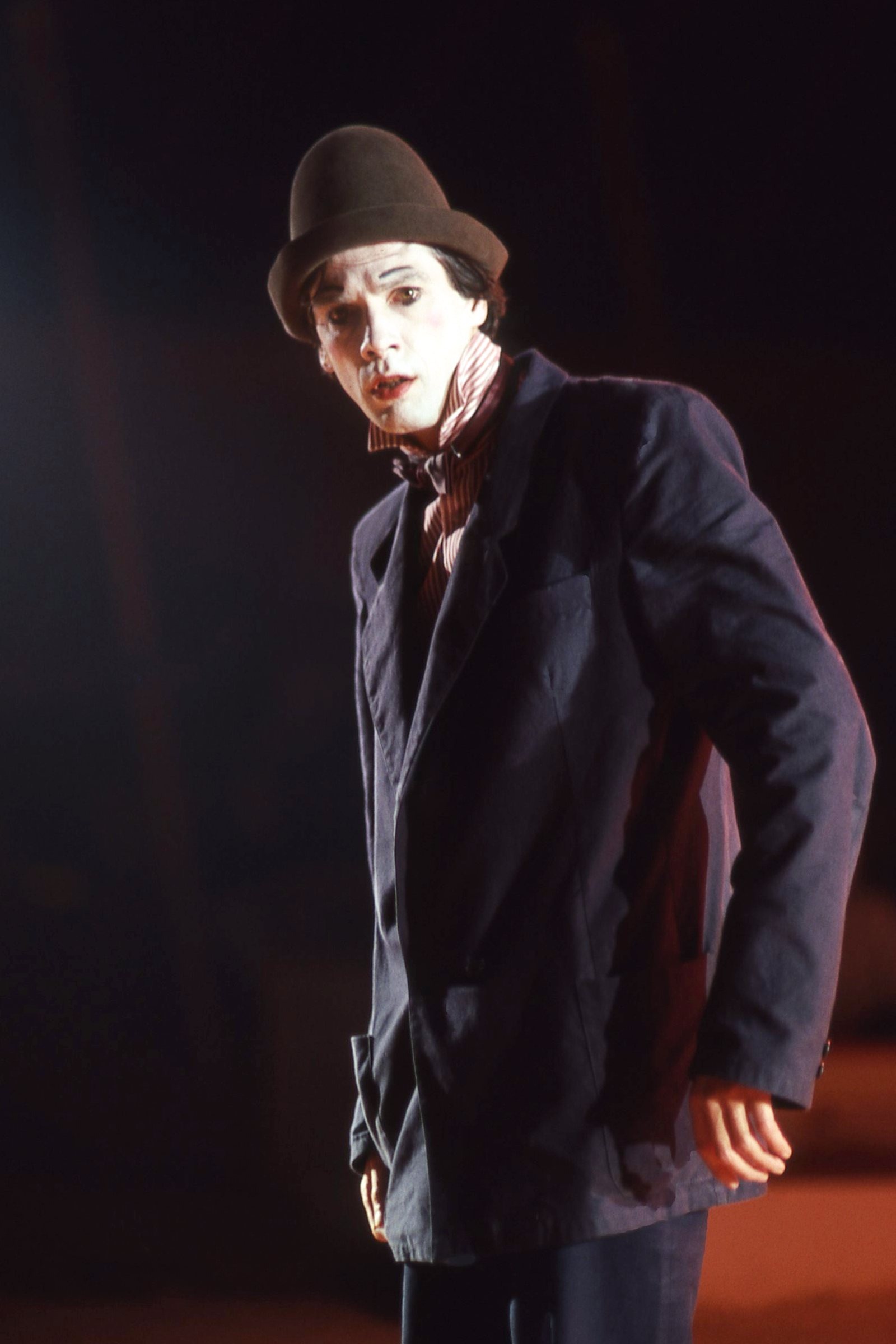
Circus-Roncalli-Clown David Shiner im Jahr 1984

| Reguläre Tourneen                                             | Premiere Ort        | von  | bis  | Plakat |
| ------------------------------------------------------------- | ------------------- | ---- | ---- | ------ |
| Die größte Poesie des Universums – Zirkus als Gesamtkunstwerk | Bonn                | 1976 | 1976 |        |
| Reise zum Regenbogen                                          | Köln                | 1980 | 1992 |        |
| Commedia dell’Arte                                            | Aachen              | 1993 | 1995 |        |
| Jubiläumsprogramm 20 Jahre Circus Roncalli, Die Legende lebt! | Aachen              | 1996 | 1997 |        |
| Salto Vitale                                                  | Moers               | 1998 | 2000 |        |
| Jubiläumsprogramm 25 Jahre                                    | Aachen              | 2001 | 2002 |        |
| Teatro Paradiso                                               | Mülheim an der Ruhr | 2003 | 2004 |        |
| Zwischen Gestern und Morgen                                   | Essen               | 2005 | 2005 |        |
| 30 Jahre Jubiläumstournee                                     | Aachen              | 2006 | 2007 |        |
| All you need is laugh                                         | Recklinghausen      | 2008 | 2010 |        |
| 35 Jahre Circus Roncalli                                      | Recklinghausen      | 2011 | 2011 |        |
| Time Is Honey                                                 | Köln                | 2012 | 2014 |        |
| Salto Vitale                                                  | Gütersloh           | 2014 | 2015 |        |
| Good Times                                                    | Oldenburg           | 2015 | 2015 |        |
| 40 Jahre Reise zum Regenbogen                                 | Recklinghausen      | 2016 | 2018 |        |
| Storyteller: Gestern – Heute – Morgen                         | Recklinghausen      | 2018 | 2020 |        |
| All for ART for All                                           | Recklinghausen      | 2020 | 2023 |        |
| ART Ist ART                                                   | Recklinghausen      | 2024 |      |        |

## Diverses
- Unter dem Namen Roncalli’s Apollo Varieté eröffnete Bernhard Paul im Oktober 1997 in Düsseldorf ein Varieté. Bis zum 15-jährigen Jubiläum des Hauses traten dort über 500 Artisten in 96 Programmen auf.[17]
- Die „Höhner rockin Roncalli Show“: Unterschiedliche Programme als Extra-Tournee in Zusammenarbeit mit der kölschen Gruppe „Höhner“.
- Roncallis „Circus meets Classic“ Auftritte verschiedener Künstler abgestimmt auf klassische Musik in Zusammenarbeit mit verschiedenen Symphonieorchestern unterschiedlicher Konzerthäuser.
- Roncallis „Panem et Circenses“; Varieté im Spiegelzelt
- Auftritte mit der deutschen Popgruppe Kelly Family 2003/2004 („Phantasie verboten“), 2005 sowie 2006 („Music meets Circus – Circus meets Music“).
- Seit 2004 veranstaltet der Circus im Berliner Tempodrom von Dezember bis Januar ein spezielles Weihnachtsprogramm (Roncalli Weihnachtscircus), seit 2014 auch in Osnabrück.
- Die Dinnershow „Witzigmann & Roncalli Bajazzo“ gemeinsam mit Eckart Witzigmann ab Herbst 2006 bis zur Insolvenz des Veranstalters Palast Entertainment GmbH im Februar 2008.[18]
- Historischer Weihnachtsmarkt vor dem Hamburger Rathaus.
- Jährlicher Historischer Jahrmarkt in Aachen-Kornelimünster.
- 1998 eröffnete Bernhard Paul in Aachen das Café Roncalli, in dem in Kaffeehausatmosphäre Zirkuselemente und -vorführungen vorgestellt wurden. 2008 wurde das Projekt nach einigen Pächterwechseln wieder aufgegeben.[19]
- Für die größte Circus- und Varieté-Sammlung Europas hat Bernhard Paul in den letzten Jahrzehnten als Sammler nicht nur historische Circuswagen, nostalgische Karussells, eine umfangreiche Beatles-Sammlung etc. zusammengestellt, sondern auch Ladeneinrichtungen, die er unter dem Namen Boulevard of Broken Dreams dauerhaft der Öffentlichkeit präsentieren möchte. Dazu will er auf dem Grundstück des Kölner Winterquartiers ein Zirkusmuseum errichten.[20]
- Die Ausstellung „Roncalli – Vier Jahrzehnte Zirkuszauber“ zeigte von 2008 bis 2015 neben einem Überblick über die allgemeine Zirkusgeschichte auch die 40-jährige Geschichte des Circus Roncalli.
- Die Ausstellung „The Beatles – Fab Four Ever“ zeigt die umfangreiche, private Sammlung des Beatles-Fans Bernhard Paul.[21] Die Ausstellung tourte von 2013 bis 2015[22] durch viele bundesdeutsche Einkaufszentren der ECE-Gruppe und wird regelmäßig musikalisch von der Tribute Band The Beatles Connection begleitet.

## Winterquartier

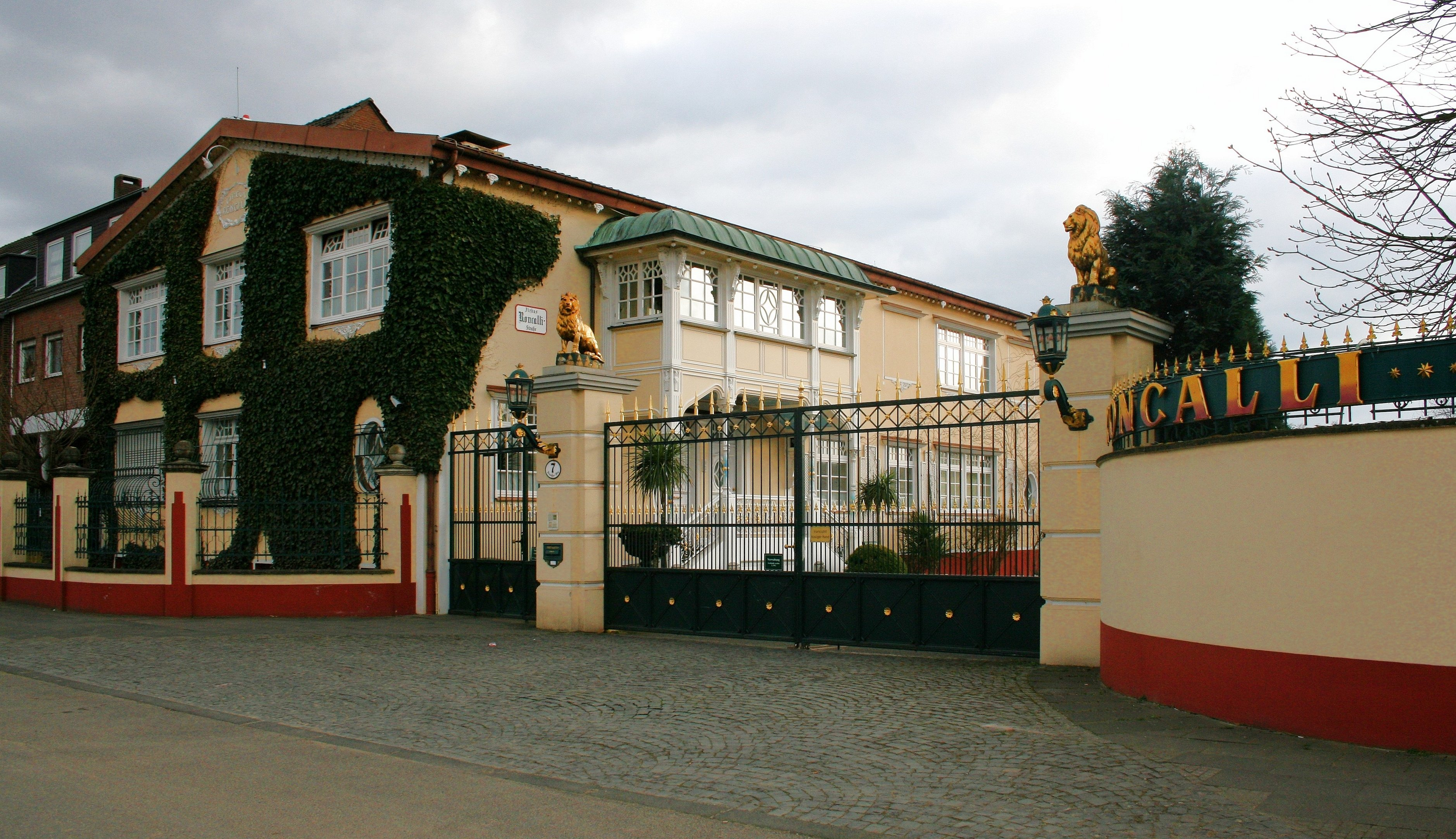
Winterquartier in Köln-Mülheim

Das Winterquartier des Circus Roncalli befindet sich seit 1984 im Circus-Roncalli-Weg 7 (bis 2017 noch Neurather Weg 7) in Köln-Mülheim. Das Gebäude gehörte früher dem Circus Williams und wurde zwischen 1984 und 1986 nach Bernhard Pauls Plänen umgestaltet, um den Circus Roncalli mit seiner Ausrüstung beherbergen zu können. Die offizielle Einweihung fand am 27. April 1986 statt. Auf dem über 10.000 m² großen Gelände befinden sich nicht nur das Winterquartier, sondern auch große Hallen. Darin werden die Wagen gestaltet und renoviert, an den Kostümen gearbeitet und die Ausstattung des historischen Jahrmarkts in Ordnung gehalten. Schließlich beherbergt das Areal auch eine Lagerhalle mit den mehr als 100 Zirkuswagen von Roncalli.

## Zirkusmuseum
Zunächst sollte auf etwa der Hälfte des Terrains das erste Zirkusmuseum Deutschlands bis 2018 entstehen, das den Namen „Boulevard of Broken Dreams“ tragen wird. Im Mai 2021 erhielt Paul eine mündliche Zusage von der Kölner OB Henriette Reker zur Unterstützung bei den erforderlichen Genehmigungen. Dies betrifft den Zukauf von drei städtischen Nachbar-Grundstücken mit insgesamt rund 17.500 m² südlich des Winterquartiers.
Die alten Hallen werden aufgestockt und Werkstätten als auch der Fuhrpark nach hinten verlegt, damit nahe am Eingang das neue Museum erbaut werden kann. Eine „Eventhalle“ im Innenhof empfängt die Besucher, dieses Gebäude soll ein historisches schmiedeeisernes Zirkus-Kuppeldach aus dem Jahr 1990 erhalten und Platz für bis zu 100 Menschen bieten. Der Kölner Architekt Wilhelm Schulte arbeitet bereits seit 2016 an den Plänen.

## Transport

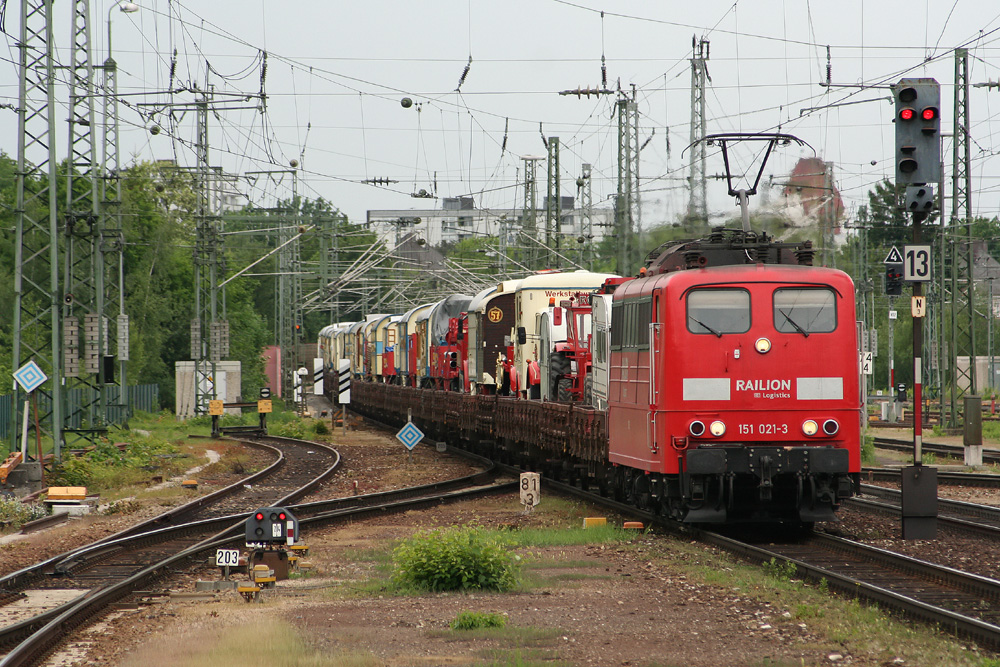
Transport der Wagen des Circus Roncalli auf einem Güterzug

Bernhard Paul bevorzugt Bahntransporte und setzt daher als letzter Zirkus in Deutschland auf schienengebundene Zirkuszüge. Der Transport des gesamten Roncalli-Wagenmaterials mit über 80 historischen Zirkuswagen erfordert einen Güterzug mit einem Gesamtgewicht von 1.175 Tonnen und einer Zuglänge von rund 700 Metern; diesen zu entladen, dauert mehr als einen Tag. Bahntransporte erweisen sich aber zusehends als schwieriger, da die Deutsche Bahn kaum noch geeignete Laderampen in Betrieb hat. Nach einem Bericht in Bahn TV im März 2007 erwägen Kundenberater der Deutschen Bahn, noch vorhandene Laderampen der Bundeswehr oder der Britischen Rheinarmee respektive der Britischen Streitkräfte in Deutschland für Zirkuszüge zu verwenden.

## Fernsehserie
In den Jahren 1986/87 entstand in Zusammenarbeit mit Bernhard Paul und den Artisten des Circus Roncalli die sechsteilige ARD-Fernsehserie Roncalli  mit Günther Maria Halmer in der Titelrolle als Zirkusdirektor Bruno Roncalli.

## Filme
- Holographie statt echter Tiere im Zirkus. Fernseh-Reportage, Deutschland, 2019, 5:11 Min., Buch und Regie: N.N., Produktion: Deutsche Welle (DW), Redaktion: Euromaxx, Erstsendung: 13. September 2019 bei DW, Inhaltsangabe und online-Video von DW. Einblicke in die Digitalisierung.
- Hologramme statt echter Tiere im Zirkus. Gespräch mit Bernhard Paul und Video-Einspielungen, Deutschland, 2019, 10:53 Min., Moderation: Stefan Pinnow, Produktion: WDR, Redaktion: hier und heute, Erstsendung: 13. August 2019 bei WDR, Inhaltsangabe von WDR.
- Roncalli – Der Traum vom Zirkus. Dokumentarfilm, Deutschland, 2014, 43:40 Min., Buch und Regie: Martin Uhrmeister, Produktion: Faction! TV, WDR, Erstsendung: 26. Juni 2015, 20:15 h bei WDR Fernsehen, Reihe: Doku am Freitag, Inhaltsangabe von WDR.
- "Roncalli-Macht der Manege." 3-teilige Doku-NDR, 2024